# Breathe (Faith-Hill-Album)
Breathe ist das vierte Studioalbum der Country-Sängerin Faith Hill. Es wurde Ende 1999 bei Warner Bros. veröffentlicht.

## Entstehung und Veröffentlichung
Die Erstveröffentlichung von Breathe erfolgte am 8. November 1999 bei Warner Bros. Records. Das Album erschien in seiner Originalausführung als CD mit 13 Titeln (Katalognummer: 9362 47373-2). Einen Tag später erschien auch eine „Special Edition“ mit drei Bonustiteln (Katalognummer: 9362-48084-2).
Die Lieder entstanden unter der Mitwirkung verschiedener Autoren und Produzenten, wobei Hill an der Produktion, aber nicht am Schreibprozess involviert war.

## Titelliste
1. What’s in It for Me (Bekka Bramlett, Billy Burnette, Annie Roboff) – 5:36
2. I Got My Baby (Bob DiPiero, Roboff) – 3:31
3. Love Is a Sweet Thing (Brett James, Troy Verges) – 3:56
4. Breathe (Stephanie Bentley, Holly Lamar) – 4:09
5. Let’s Make Love (Marvin Green, Chris Lindsey, Bill Luther, Aimee Mayo) – 4:11 (Duett mit Tim McGraw)
6. It Will Be Me (Gordon Kennedy, Wayne Kirkpatrick) – 3:46
7. The Way You Love Me (Michael Edward Delaney, Keith Follesé) – 3:06
8. If I’m Not in Love (Constant Change) – 4:02
9. Bringing Out the Elvis (Louise Hoffsten, Leif Larrson) – 3:34
10. If My Heart Had Wings (Fred Knobloch, Roboff) – 3:35
11. If I Should Fall Behind (Bruce Springsteen) – 4:32
12. That’s How Love Moves (Jennifer Kimball, Ty Lacy, Fitzgerald Scott) – 4:14
13. There Will Come a Day (Lindsey, Luther, Mayo) – 4:15

Bonustitel (Internationale Version)
1. This Kiss (Radio Version) (Beth Nielsen Chapman, Robin Lerner, Annie Roboff) – 3:16
2. Breathe (Hex Hector Radio Edit #1) (Stephanie Bentley, Holly Lamar) – 3:57
3. The Way You Love Me (Love to Infinity Edit) (Michael Edward Delaney, Keith Follesé) – 2:59

## Mitwirkende
- Produzenten: Faith Hill und Dann Huff (Songs 1, 3, 9); Faith Hill und Byron Gallimore (alle anderen Songs)
- Engineers: Jeff Balding, Derek Bason, Julian King, Erik Lutkins
- Assistent engineers: Chad Brown, Ricky Cobble, Dennis Davis, Mike Dy, Jed Hackett, Mark Hagen, Richard Hanson, Melissa Mattey
- Mixing: Chris Lord-Alge, Bryan McConkey, J.R. Rodriguez, Mike Shipley
- Mastering: Doug Sax
- Digital Editing: Shawn Simpson
- Recorder: Julian King
- Produktion Koordination: Mike „Frog“ Griffith
- Produktion Assistent: Ann Callis
- Assistent: Kevin Szymanski

## Rezeption
Bei den Grammy Awards 2000 gewann das Album in den Kategorien „Best Country Album“ und „Best Female Country Vocal Performance“. Darüber hinaus gewann das Lied Let’s Make Love in der Kategorie „Best Country Collaboration with Vocals“.

## Kommerzieller Erfolg

### Chartplatzierungen
Breath avancierte auf Anhieb zum Nummer-eins-Album in den US-amerikanischen Billboard 200. Es ist damit das erstes Album eines Country-Künstlers das direkt auf Platz eins einstieg.
| ChartsChartplatzierungen       | Höchstplatzierung | Wochen |
| ------------------------------ | ----------------- | ------ |
| Deutschland (GfK)              | 76 (4 Wo.)        | 4      |
| Schweiz (IFPI)                 | 38 (28 Wo.)       | 28     |
| Vereinigte Staaten (Billboard) | 1 (103 Wo.)       | 103    |
| Vereinigtes Königreich (OCC)   | 19 (23 Wo.)       | 23     |

### Auszeichnungen für Musikverkäufe
| Land/Region                  | Auszeichnungen für Musikverkäufe (Land/Region, Auszeichnung, Verkäufe) | Verkäufe  |
| ---------------------------- | ---------------------------------------------------------------------- | --------- |
| Australien (ARIA)            | 2× Platin                                                              | 140.000   |
| Kanada (MC)                  | 5× Platin                                                              | 500.000   |
| Neuseeland (RMNZ)            | 2× Platin                                                              | 30.000    |
| Spanien (Promusicae)         | Gold                                                                   | 50.000    |
| Vereinigte Staaten (RIAA)    | 8× Platin                                                              | 8.000.000 |
| Vereinigtes Königreich (BPI) | Gold                                                                   | 100.000   |
| Insgesamt                    | 2× Gold · 17× Platin ·                                                 | 8.820.000 |